# Округ Оломоуц
Округ Оломоуц (чеш. Okres Olomouc) је округ у Оломоуцком крају, у Чешкој Републици. Административно средиште округа је град Оломоуц.

## Становништво
Према подацима о броју становника из 2012. године округ је имао 232.032 становника.